# Junonia arida
Junonia arida är en fjärilsart som beskrevs av Aurivillius 1913. Junonia arida ingår i släktet Junonia och familjen praktfjärilar. Inga underarter finns listade i Catalogue of Life.